# Gascueña de Bornova
Gascueña de Bornova – gmina w Hiszpanii, w prowincji Guadalajara, w Kastylii-La Mancha, o powierzchni 26,52 km². W 2011 roku gmina liczyła 62 mieszkańców.